# Teatro comunale di Castel Goffredo

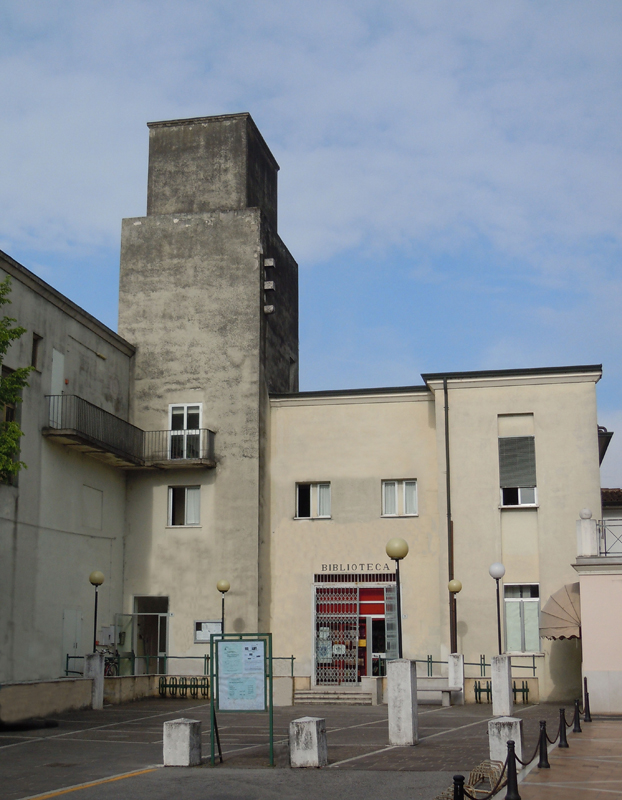
Casa del Fascio, sede della biblioteca comunale.

Il teatro comunale di Castel Goffredo è uno storico edificio di Castel Goffredo, in Provincia di Mantova.

## Storia e descrizione
Il teatro, oggi conosciuto come cinema Smeraldo, venne progettato dall'ingegnere Demetrio Palvarini, tecnico comunale, nel 1937 e la sua realizzazione avvenne tra il 1938 e il 1939.
L'impianto architettonico del teatro si propone come elaborazione modernista del teatro classico ottocentesco dotato di porticato, ingresso al piano terra, sala da ricevimento al piano primo e grande sala teatrale.
Della presenza di un teatro di proprietà del Comune si ha notizia agli inizi dell'Ottocento in una sala situata nel palazzo municipale, situato in piazza Mazzini. Questa struttura venne ritenuta non più adeguata sotto il profilo della sicurezza e dismesso nel 1933 per fare posto agli uffici comunali. Venne deliberata pertanto la costruzione di un nuovo teatro, collaudato nel 1943.
Fino al 1956 circa fu destinato a teatro e successivamente a sala cinematografica, con relativi adeguamenti funzionali, dotando la struttura di cabina di proiezione.
L'edificio è attualmente in disuso. Nel novembre 2017 il Comune di Castel Goffredo ha avviato un progetto di recupero del teatro comunale, comprendente anche la casa del Fascio annessa, finalizzato alla istituzione di un nuovo centro culturale.